# Ivan Möller
Pour les articles homonymes, voir Möller.
Ivan Mauritz Möller (né le 12 février 1884 à Göteborg et décédé le 31 juillet 1972 dans la même ville) est un athlète suédois spécialiste du sprint. Son club était le Örgryte IS.

## Biographie

### Palmarès
| Date | Compétition           | Lieu      | Résultat | Performance |
| ---- | --------------------- | --------- | -------- | ----------- |
| 1912 | Jeux olympiques d'été | Stockholm | 2e       | 42 s 6      |

### Records
| Épreuve    | Performance | Lieu      | Date |
| ---------- | ----------- | --------- | ---- |
| 100 mètres | 10 s 8      |           | 1911 |
| 200 mètres | 22 s 4      | Stockholm | 1912 |